# 阿佐田哲也杯
阿佐田哲也杯（あさだてつやはい）は、東京都立川市の立川競輪場で行われていたFIクラスの競輪の競走。
色川武大（阿佐田哲也の別筆名）が競輪をこよなく愛していたことにちなんで12月最後の大会をこのように名付けた。KEIRINグランプリが同競輪場で行われる場合、決勝戦はKEIRINグランプリの前座のレース（1つ前のレース）として行われていた。
1990年 - 2004年までは毎年行われていたが、2005年以降はこのレースは行われなくなった。KEIRINグランプリシリーズのS級戦としては、2008年より、阿佐田と同じ直木賞作家で競輪に造詣が深かった寺内大吉の名前を冠した『寺内大吉記念杯競輪』が、その開催場にかかわらず行われることとなっている。

## 1993年以降の優勝者
| 決勝開催日     | 優勝者     |
| -------------- | ---------- |
| 1993年12月30日 | 松村信定   |
| 1994年12月30日 | 高谷雅彦   |
| 1995年12月30日 | 十文字貴信 |
| 1996年12月30日 | 松本雅彦   |
| 1997年12月30日 | 太田真一   |
| 1998年12月30日 | 平田崇昭   |
| 1999年12月30日 | 後閑信一   |
| 2000年12月30日 | 稲村成浩   |
| 2002年1月18日  | 佐々木浩三 |
| 2002年12月30日 | 合志正臣   |
| 2003年12月21日 | 郡山久二   |
| 2004年12月30日 | 後閑信一   |